# Heliconius iris
Heliconius iris är en fjärilsart som beskrevs av Riffarth 1907. Heliconius iris ingår i släktet Heliconius och familjen praktfjärilar. Inga underarter finns listade i Catalogue of Life.